# حارة السلم الجنوبي (أزال)
حارة السلم الجنوبي هي إحدى حارات حي نقم بمديرية أزال في مدينة صنعاء، بلغ تعداد سكانها 297 نسمة حسب تعداد اليمن لعام 2004.